# Te Atawhai Hudson-Wihongi
Te Atawhai Hudson-Wihongi (Auckland, 27 marzo 1995) è un calciatore neozelandese, difensore del Walthamstow.

## Carriera

### Club
Si trasferisce negli Stati Uniti, nell'Academy del Real Salt Lake, dove gioca nella selezione under-18. Nel 2014 si reca in Scozia per svolgere un provino con l'Aberdeen e in Italia con il Padova, ma entrambi non vanno a buon fine.
Nel 2015 approda all'Auckland City dove gioca nel Mondiale per club, disputando da titolare la sfida contro il Sanfrecce Hiroshima persa per 2-0.

### Nazionale
Nel 2015 debutta con la nazionale maggiore della Nuova Zelanda. Sempre nel 2015 prende parte al Campionato mondiale di calcio Under-20.

## Palmarès

### Club

#### Competizioni internazionali
- OFC Champions League: 2

Auckland City: 2016, 2017

#### Competizioni nazionali
- Campionato neozelandese: 1

Auckland City: 2017-2018

### Nazionale
- Coppa d'Oceania: 1

2016